# Lakeside (Kalifornia)
Lakeside – jednostka osadnicza w Stanach Zjednoczonych, w stanie Kalifornia, w hrabstwie San Diego.